# Bettina Zimmermann
 (juin 2017).
Si vous disposez d'ouvrages ou d'articles de référence ou si vous connaissez des sites web de qualité traitant du thème abordé ici, merci de compléter l'article en donnant les références utiles à sa vérifiabilité et en les liant à la section « Notes et références ».
Bettina Zimmermann est une actrice allemande, née le 31 mars 1975 à Großburgwedel en Basse-Saxe.

## Biographie
Bettina Zimmermann a été scolarisée à l'école Burgwedel puis, en 1994, à l'école Leibniz à Hanovre. Pendant sa scolarité au théâtre privé à Hambourg, elle a travaillé comme modèle pour des publicités, y compris pour Vodafone, Lycos et WMF. En 1998, elle obtient son premier rôle dans la production théâtrale Fisimatenten.
L'actrice travaille à la fois pour les productions de télévision allemandes, des stations privées, mais également pour les radiodiffuseurs de service public. Elle a joué dans plusieurs séries télévisées, dont certaines pour enfants. En outre, elle est apparue comme actrice dans plusieurs productions cinématographiques allemandes. En 2008, elle a joué aux côtés de Uwe Kockisch dans la série télévisée allemande Commissaire Brunetti, tirée des romans policiers de Donna Leon.
Elle a quatre enfants : Dylan, Lara, Poni-Valene et un autre enfants dont le prénom reste inconnue. Ils ont respectivement 15, 15, 17 et 7 ans .
Elle a eu son premier enfant avec Vladimir Subotic. Les autres enfants ont pour père Kai Wiesinger.

## Vie privée
Bettina Zimmermann a passé quatre ans avec le producteur de films Oliver Berben ; elle a ensuite vécu, entre 2002 et 2005, avec l'humoriste Erkan. Elle est retournée vivre avec Oliver Berben pendant plus d'un an, entre 2005 et 2006. À partir de 2007, elle partage sa vie avec le caméraman Vladimir Subotic. Leur fils est né en octobre 2008.
Le 21 juillet 2011, le couple a annoncé qu'il se séparait.

## Filmographie

### Cinéma
- 2000 : Schule : Nadine
- 2001 : Adopte-moi : Pamela Zinner
- 2004 : Impact final : Anna Starndorf

### Télévision
- 2002 : Un duo de haut vol : Jill Monhaupt
- 2004 : Alerte Cobra - Gendarme ou voleur (saison 16, épisode 6) : Laura Andress
- 2005 : Airlift - Seul le ciel était libre (Die Luftbrücke - Nur der Himmel war frei) : Luise Kielberg
- 2006 : Le Mystère de Johanna : Johanna Kruger
- 2007 : Un passé trouble (Unter Mordverdacht) : Katharina Lehmann
- 2007 : Une promesse brisée (Vermisst - Liebe kann tödlich sein) : Claudia
- 2008 : À la poursuite du trésor oublié (Die Jagd nach dem Schatz der Nibelungen) : Katharina Berthold
- 2008 : Lost City Raiders : Giovanna Becker
- 2008 : Une question d'honneur (#11 Die dunkle Stunde der Serenissima), (épisode 13 de la série Commissaire Brunetti) : Franca Capari
- 2010 : À la poursuite de la lance sacrée (Die Jagd nach der Heiligen Lanze) : Katharina Berthold
- 2011 : Le Triangle de l'Apocalypse (Bermuda-Dreieck Nordsee) : Marie Nicklas
- 2012 : À la poursuite de la chambre d'ambre (Die Jagd nach dem Bernsteinzimmer) : Katharina Berthold, épouse Meiers
- 2012 : Un cas pour deux - La superstar de Francfort (saison 31, épisode 14) : Judith Peters
- 2013 : Verbrechen - Saison 1 : Angelika Petersson
- 2013 : Crossing Lines - Sortie de route (saison 1, épisode 4) : Sandra Liebig
- 2015 : Rien que la vérité ! : Kathrin
- Depuis 2015, elle joue le procureur Claudia Strauss dans la suite de la série criminelle Un cas pour deux (série télévisée, 2014).

### Publicités
- 2018 : annonce pour Opel Mokka[1] et Grandland X, avec Jürgen Klopp.

## Récompenses
- 2002 : « Femme de l'année » par le magazine Maxim
- 2003 : New Faces Award Meilleure jeune actrice dans Erkan & Stefan contre les puissances des ténèbres
- 2003 : Jupiter Award Meilleure actrice allemande de télévision dans Geliebte Diebin
- 2006 : « Femme de l'année » par le magazine Maxim
- 2006 : DIVA Award Meilleure actrice de l'année (Prix du Jury)